# Lijst van Amerikaanse ministers van Transport
De minister van Transport (Engels: Secretary of Transportation) leidt het ministerie van Transport van de Verenigde Staten.
| Nr.    | Minister van Transport Secretary of Transportation | Minister van Transport Secretary of Transportation | Minister van Transport Secretary of Transportation | Ambtstermijn     | Ambtstermijn      | Partij | President                     | Kabinet      |
| ------ | -------------------------------------------------- | -------------------------------------------------- | -------------------------------------------------- | ---------------- | ----------------- | ------ | ----------------------------- | ------------ |
| 1      |                                                    | Alan Boyd                                          | Alan Boyd (1922–2020)                              | 16 januari 1967  | 20 januari 1969   | D      | Lyndon B. Johnson (1963–1969) | L.B. Johnson |
| 2      |                                                    | John Volpe                                         | John Volpe (1908–1994)                             | 20 januari 1969  | 2 februari 1973   | R      | Richard Nixon (1969–1974)     | Nixon        |
| 3      |                                                    | Claude Brinegar                                    | Claude Brinegar (1926–2009)                        | 2 februari 1973  | 2 februari 1975   | R      | Richard Nixon (1969–1974)     | Nixon        |
| 3      |                                                    | Claude Brinegar                                    | Claude Brinegar (1926–2009)                        | 2 februari 1973  | 2 februari 1975   | R      | Gerald Ford (1974–1977)       | Ford         |
| Vacant |                                                    |                                                    |                                                    |                  |                   |        | Gerald Ford (1974–1977)       | Ford         |
| 4      |                                                    | Bill Coleman                                       | Bill Coleman (1920–2017)                           | 7 maart 1975     | 20 januari 1977   | R      | Gerald Ford (1974–1977)       | Ford         |
| 5      |                                                    | Brock Adams                                        | Brock Adams (1927–2004)                            | 20 januari 1977  | 20 juli 1979      | D      | Jimmy Carter (1977–1981)      | Carter       |
| Vacant |                                                    |                                                    |                                                    |                  |                   |        | Jimmy Carter (1977–1981)      | Carter       |
| 6      |                                                    | Neil Goldschmidt                                   | Neil Goldschmidt (1940–2024)                       | 15 augustus 1979 | 20 januari 1981   | D      | Jimmy Carter (1977–1981)      | Carter       |
| 7      |                                                    | Drew Lewis                                         | Drew Lewis (1931–2016)                             | 20 januari 1981  | 1 februari 1983   | R      | Ronald Reagan (1981–1989)     | Reagan       |
| Vacant |                                                    |                                                    |                                                    |                  |                   |        | Ronald Reagan (1981–1989)     | Reagan       |
| 8      |                                                    | Elizabeth Dole                                     | Elizabeth Dole (1936)                              | 7 februari 1983  | 30 september 1987 | R      | Ronald Reagan (1981–1989)     | Reagan       |
| Vacant |                                                    |                                                    |                                                    |                  |                   |        | Ronald Reagan (1981–1989)     | Reagan       |
| 9      |                                                    | James Burnley                                      | James Burnley (1948)                               | 3 december 1987  | 20 januari 1989   | R      | Ronald Reagan (1981–1989)     | Reagan       |
| Vacant | Vacant                                             | Vacant                                             | Vacant                                             | Vacant           | Vacant            | Vacant | George H.W. Bush (1989–1993)  | G.H.W. Bush  |
| 10     |                                                    | Samuel Skinner                                     | Samuel Skinner (1938)                              | 6 februari 1989  | 13 december 1991  | R      | George H.W. Bush (1989–1993)  | G.H.W. Bush  |
| Vacant |                                                    |                                                    |                                                    |                  |                   |        | George H.W. Bush (1989–1993)  | G.H.W. Bush  |
| 11     |                                                    | Andrew Card                                        | Andrew Card (1947)                                 | 24 februari 1992 | 20 januari 1993   | R      | George H.W. Bush (1989–1993)  | G.H.W. Bush  |
| 12     |                                                    | Federico Peña                                      | Federico Peña (1947)                               | 20 januari 1993  | 14 februari 1997  | D      | Bill Clinton (1993–2001)      | Clinton      |
| 13     |                                                    | Rodney Slater                                      | Rodney Slater (1955)                               | 14 februari 1997 | 20 januari 2001   | D      | Bill Clinton (1993–2001)      | Clinton      |
| 14     |                                                    | Norman Mineta                                      | Norman Mineta (1931–2022)                          | 20 januari 2001  | 7 augustus 2006   | D      | George W. Bush (2001–2009)    | G.W. Bush    |
| Vacant |                                                    |                                                    |                                                    |                  |                   |        | George W. Bush (2001–2009)    | G.W. Bush    |
| 15     |                                                    | Mary Peters                                        | Mary Peters (1948)                                 | 17 oktober 2006  | 20 januari 2009   | R      | George W. Bush (2001–2009)    | G.W. Bush    |
| 16     |                                                    | Ray LaHood                                         | Ray LaHood (1945)                                  | 20 januari 2009  | 2 juli 2013       | R      | Barack Obama (2009–2017)      | Obama        |
| 17     |                                                    | Anthony Foxx                                       | Anthony Foxx (1971)                                | 2 juli 2013      | 20 januari 2017   | D      | Barack Obama (2009–2017)      | Obama        |
| [ 3 ]  |                                                    | Michael Huerta                                     | Michael Huerta (1956)                              | 20 januari 2017  | 31 januari 2017   | D      | Donald Trump (2017–2021)      | Trump I      |
| 18     |                                                    | Elaine Chao                                        | Elaine Chao (1953)                                 | 31 januari 2017  | 11 januari 2021   | R      | Donald Trump (2017–2021)      | Trump I      |
| [ 3 ]  |                                                    | Steven Bradbury                                    | Steven Bradbury (1958)                             | 11 januari 2021  | 20 januari 2021   | R      | Donald Trump (2017–2021)      | Trump I      |
| [ 3 ]  |                                                    | Lana Hurdle                                        | Lana Hurdle                                        | 20 januari 2021  | 2 februari 2021   | O      | Joe Biden (2021–2025)         | Biden        |
| 19     |                                                    | Pete Buttigieg                                     | Pete Buttigieg (1982)                              | 3 februari 2021  | 20 januari 2025   | D      | Joe Biden (2021–2025)         | Biden        |
| [ 3 ]  |                                                    | Judith Kaleta                                      | Judith Kaleta                                      | 20 januari 2025  | 28 januari 2025   | O      | Donald Trump (2025–heden)     | Trump II     |
| 20     |                                                    | Sean Duffy                                         | Sean Duffy (1971)                                  | 28 januari 2025  | heden             | R      | Donald Trump (2025–heden)     | Trump II     |